# 诺尼乌斯·马克卢斯
诺尼乌斯·马克卢斯，来自努米底亚，约生活于公元4世纪上半期。他是拉丁文辞典编纂者和文法学家，在君士坦丁统治时期写作的《学问概略》系为20卷百科全书，其中16卷已经失传。许多著作家在作品中引用时对它们进行解释。